# HYFR (Hell Ya Fucking Right)
Singles de Drake
Take Care
(2012)
Singles par Lil Wayne
Take It to the Head
(2012) I Can Only Imagine
(2012)
HYFR (Hell Ya Fucking Right) (ou simplement HYFR) est une chanson de l'artiste canadien Drake issue de son second album studio Take Care (2011). La chanson est en featuring avec le rappeur américain Lil Wayne et est sortie en tant que cinquième single de l'album le 24 avril 2012.

## Clip vidéo
Le clip a été filmé le 21 mars 2012 et a été dirigé par Director X,. Le clip est sorti le 6 avril 2012 en peu après le clip de Take Care. La vidéo contient des archives personnelles de la première bar mitzvah de Drake. Birdman, DJ Khaled, Trey Songz et Mack Maine font des apparences caméo dans la vidéo avec plusieurs autres rappeurs.

## Performances dans les hit-parades
La chanson débuta à la 92e place du Billboard Hot 100 aux États-Unis après la sortie de Take Care. La chanson ré-entra plus tard dans le Hot 100 à la 100e place.

## Classement
| Classement (2011-2012)         | Meilleure position |
| ------------------------------ | ------------------ |
| États-Unis (Hot 100)           | 62                 |
| États-Unis (R&B/Hip-Hop Songs) | 21                 |
| États-Unis (Rap Songs)         | 18                 |